# Matthew G. Martínez

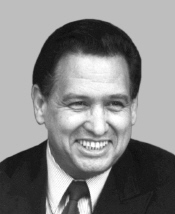
Matthew G. Martínez

Matthew Gilbert Martínez (* 14. Februar 1929 in Walsenburg, Huerfano County, Colorado; † 15. Oktober 2011 in Fredericksburg, Virginia) war ein US-amerikanischer Politiker. Zwischen 1982 und 2001 vertrat er den Bundesstaat Kalifornien im US-Repräsentantenhaus.

## Werdegang
Matthew Martínez besuchte die Roosevelt High School in Los Angeles. Zwischen 1947 und 1950 diente er im Marine Corps. 1956 absolvierte er die Los Angeles Trade Technical School. In den folgenden Jahren arbeitete er in der Bauindustrie. Zwischen 1971 und 1974 gehörte er der Planungskommission der Stadt Monterey Park an. Von 1974 bis 1980 saß er dort im Gemeinderat; in den Jahren 1974 und 1980 war er dort auch Bürgermeister. Politisch war Martínez zunächst Mitglied der Demokratischen Partei. Zwischen 1980 und 1982 gehörte er als Abgeordneter der California State Assembly an.
Nach dem Rücktritt des Abgeordneten George E. Danielson wurde Martínez bei der fälligen Nachwahl für den 30. Sitz von Kalifornien als dessen Nachfolger in das US-Repräsentantenhaus in Washington, D.C. gewählt, wo er am 13. Juli 1982 sein neues Mandat antrat. Nach neun Wiederwahlen konnte er bis zum 3. Januar 2001 im Kongress verbleiben. Er saß zeitweise im Ausschuss für Bildung und Arbeit sowie im Auswärtigen Ausschuss und war auch Mitglied und Vorsitzender einiger Unterausschüsse.
Im Jahr 2000 wurde Martínez von den Demokraten nicht mehr zur Wiederwahl nominiert. Daraufhin wechselte er zur Republikanischen Partei. Er hat allerdings nach 2001 kein höheres politisches Amt mehr bekleidet. Matthew Martínez war verheiratet und Vater von fünf Kindern. Er starb am 15. Oktober 2011 in Fredericksburg an Herzversagen.